# Johann Stephan Reck

Johann Stephan Reck

Johann Stephan Reck, auch Johann Stephan Reck der Jüngere (* 3. Juli 1779 in Suhl; † 12. Mai 1854 in Wiesbaden), war ein deutscher Historiker, Pädagoge und lutherischer Pfarrer.

## Leben
Johann Stephan Reck wurde als ältestes Kind des Pfarrers Johann Stephan Reck sen. (* 8. April 1753 in Suhl; † 18. August 1839 in Schweinfurt) geboren. Seine jüngere Schwester war Karolina Minna Reck.
Von 1776 bis 1779 studierte Reck sen. in Leipzig. 1791 war er Lehrer (Quartus) und Inspektor am Gymnasium Schleusingen. 1793 wurde Reck ordiniert und war anschließend Pastor in Waldau im Herzogtum Sachsen-Hildburghausen/Thüringen und ab 1800 Pastor in Albrechts bei Suhl bis zu seiner Emeritierung 1833.
Johann Stephan Reck jun. arbeitete von 1805 bis 1807 als Lehrer am Knabenerziehungsinstitut von Pastor Karl Adolph Gottlob Schellenberg in Neuwied (1764–1835). 1807 bekleidete er eine Stelle als Lehrer (Tertius) am Gymnasium in Schleusingen.
1809 wurde er Diakon in Schleusingen und wechselte 1813 nach Neuwied, wo er als Pfarrer die Nachfolge von Pastor Schellenberg in der lutherischen Gemeinde antrat.
Von 1845 bis 1853 wirkte er als Superintendent des Kirchenkreises Wied.
Unter seinem Einfluss gingen die lutherischen und reformierten Kirchengemeinden in Neuwied aufeinander zu.
Am 31. Oktober 1824 weihte Reck den lutherische Kirchen-Neubau in der Neuwieder Friedrichstraße ein, dessen Zerstörung durch Brand letztlich zur Vereinigung der beiden evangelischen Konfessionen führte. Erst am 24. Oktober 1876 fand der Zusammenschluss der lutherischen und reformierten Gemeinden statt.
Reck wurde 1853 emeritiert und zog nach Wiesbaden, wo er im folgenden Jahr starb. Er wurde auf dem Friedhof in Neuwied-Feldkirchen beigesetzt. Seine Witwe wurde auf dem „Alten Friedhof“ in Neuwied beerdigt.
Insbesondere während seiner Zeit als Pastor betätigte er sich als Historiker und Heimatkundler. Johann Stephan Reck jun. war mit den Prinzen Maximilian und Karl zu Wied besonders gut befreundet. Der Überlieferung nach soll das Bild des Pfarrers Reck von dem Prinzen Karl zu Wied gemalt worden sein.

## Familie

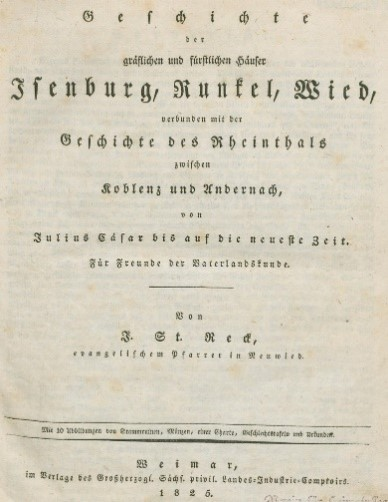
Geschichte der gräflichen und fürstlichen Häuser Isenburg, Runkel, Wied ...

Johann Stephan Reck war seit dem 3. Juni 1807 mit Marie Christina Bendinger (* 6. Mai 1783 in Usingen; † 20. April 1865 in Neuwied), Tochter von Friedrich Christian Bendinger (1749–1829) und Marie Christiana Hinterwälder (1750–1788) verheiratet. Das Ehepaar hatte vier Kinder:

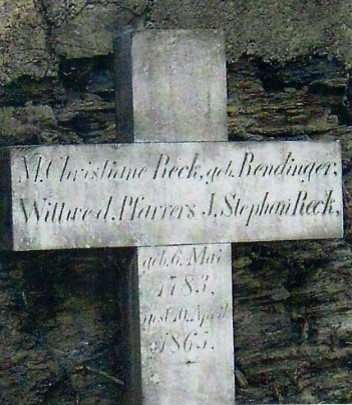
Grabstelle Marie Christina Reck, geb. Bendinger

- Karl Theodor Reck (* 19. März 1815; † 31. Juli 1873), ab 1854 Pfarrer in Neuwied-Feldkirchen und Dichter des Moselliedes Im weiten deutschen Lande (1846)[12][13], ⚭ 21. November 1854 Dorothea Henrietta Schneider in Neuwied[11]
- drei Töchter

## Werk
- Geschichte der gräflichen und fürstlichen Häuser Isenburg, Runkel, Wied, verbunden mit der Geschichte des Rheinthals zwischen Koblenz und Andernach von Julius Caesar bis auf die neueste Zeit. (Digitalisat) Weimar 1825.
- Der Rheinstrom und seine Anwohner, 1840.[14]